# Sipho Mabuse
Sipho „Hotstix“ Mabuse (* 2. November 1951 im späteren Soweto, Südafrika) ist ein südafrikanischer Musiker (Schlagzeug, Gesang). Er wurde in den späten 1980er Jahren durch seinen Hit Jive Soweto bekannt.

## Leben und Wirken
Mabuse lernte ab dem achten Lebensjahr Schlagzeug. 1967 verließ er ohne Abschluss die Schule und startete Mitte der 1970er Jahre seine Karriere als Jazzschlagzeuger bei Pat Matshikiza und Kippie Moeketsi, bevor er in der afrikanischen Soul-Gruppe The Beaters spielte. Nach einer erfolgreichen Tournee in Simbabwe änderte man 1976 den Band-Namen in Harari und kehrte in die Heimat Südafrika zurück. Dort spielte die Band eine Mischung aus Funk, Soul und Popmusik. Die Liedtexte waren auf isiZulu, Sesotho und Englisch verfasst. 1985 startete er eine Solokarriere, 1988 spielte er zu Nelson Mandelas 70. Geburtstag im Wembley-Stadion.
Mabuse war auch an Produktionen von Miriam Makeba, Ray Phiri, Sibongile Khumalo und Hugh Masekela beteiligt. Er fungierte ab den 1990er Jahren als Manager des Jazzclubs Kippies im Market Theatre in Johannesburg, den er 2005 schließen musste. Er gehört zu den Aufsichtsräten des südafrikanischen National Arts Council und der Verwertungsgesellschaft South African Musicians Rights Organisation. 2012 holte er seinen Schulabschluss mit der Matriculation nach.
Die britische Sängerin Mpho ist Mabuses Tochter.

## Diskografie (Auswahl)
- 1984: Rise
- 1985: Burn Out
- 1987: Sipho Mabuse
- 1989: Chant of the Marching
- 1995: Best Of
- 1998: Township Child
- 2001: What About Tomorrow

## Lexigraphische Einträge
- Jürgen Schadeberg, Don Albert: Jazz, Blues and Swing: Six Decades of Music in South Africa. 2007, ISBN 978-0-86486-705-6